# Георгије Амастридски
Георгије Амастридски (750/760., Кромна, Пафлагонија, 3 марта, 802—811. година или 825. година, Амастрида, Пафлагонија) је православни светитељ и епископ у Амастриди, Пафлагонија. Познат је као аутор више црквених канона.
Рођен је у побожној племићкој породици. У узрасту од три године, тешко је оболео. У младости, је изучаво црквене и световне науке. Након неког времена, Георгије је тајно отишао у Сирију, где је живео у једној пећини на врху планине Агриосириск. По повратку је изабран за епископа града Амастриде, након смрти (око 790.) његовог стрица епископа Григорија, чији потпис се налази у актима Седмог васељенског сабора. Рукоположио га је цариградски патријарх Тарасије, који га је препознао као младића који је пре много година одбио да прихвати од њега накнаду за певање псалама, објашњавајући да ће од Бога примити најбољу награду - живот вечни. У Цариграду, Георгије је задобио наклоност цара Константина IV и његове мајке Ирене.
Георгије је умро мирно у време владавине цара Нићифора I (802-811), коме је предвидео царску власт, док је још био судски службеник. 
Георгију се приписује ауторство више канона: Проналазак часнога крста (1. август), светом Партенију Лампсакијском (7. фебруар), Порфирију Гаском (26. фебруар), критским мученицима (23. децембар), преподобном Пелагију (8. октобар), мученику Артемону (13. април).

## Поштовање
Православна црква прославља светог Георгија 19. маја по јулијанском календару. 